# Trofeo Melinda
Der Trofeo Melinda (zuletzt Trofeo Melinda - Val di Non) war ein italienisches Eintagesrennen im Straßenradsport. Die Rennstrecke verlief im Trentino zwischen Malé und Fondo. Hauptsponsor war das Agrarkonsortium Melinda.
Der Trofeo Melinda übernahm 1992 im UCI-Kalender den Platz des 1991 zuletzt ausgetragenen Giro dell’Umbria. Von 2005 bis 2012 zählte das Rennen zur UCI Europe Tour und war in die Kategorie 1.1 eingestuft. 2013 und 2014 wurde das Rennen als italienische Meisterschaft ausgetragen. 2015 schloss sich der Trofeo mit dem Giro del Trentino zusammen, der seit 2017 unter dem Namen Tour of the Alps ausgetragen wird.

## Siegerliste
| - 2014 Vincenzo Nibali - 2013 Ivan Santaromita - 2012 Carlos Betancur - 2011 Davide Rebellin - 2010 Vincenzo Nibali - 2009 Giovanni Visconti - 2008 Leonardo Bertagnolli | - 2007 Santo Anzà - 2006 Stefano Garzelli - 2005 Damiano Cunego - 2004 Davide Rebellin - 2003 Francesco Casagrande - 2002 Laurent Dufaux - 2001 Francesco Casagrande - 2000 Gorazd Štangelj | - 1999 Mauro Gianetti - 1998 Rodolfo Ongarato - 1997 Michele Bartoli - 1996 Andrea Tafi - 1995 Pascal Richard - 1994 Massimo Podenzana - 1993 Stefano Della Santa - 1992 Maurizio Fondriest |